# 1729 (numero)
1729 è il numero naturale dopo il 1728 e prima del 1730, noto anche per essere definito il numero di Hardy-Ramanujan in seguito a un aneddoto immediatamente precedente alla morte del famoso matematico indiano Srinivasa Ramanujan.
(D. R. Hofstadter)

## Proprietà matematiche
- È un numero dispari.
- È un numero composto da 8 divisori:  1, 7, 13, 19, 91, 133, 247, 1729. Poiché la somma dei divisori (escluso il numero stesso) è 511 < 1729, è un numero difettivo.
- È un numero sfenico.
- È il più piccolo numero che possa essere espresso come la somma di due cubi positivi in due modi differenti: 1729 = 13 + 123 = 93 + 103 (Quaterne di Ramanujan).
- È un numero cubico centrato.
- È un numero nontotiente in quanto dispari e diverso da 1.
- È un numero palindromo nel sistema di numerazione posizionale a base 12 (1001).
- È il terzo numero di Carmichael, dopo il 1105 e prima del 2465.
- È un numero di Proth.
- È un numero di Harshad nel sistema numerico decimale.
- È il secondo numero taxicab.
- È un numero 24-gonale.
- È un numero odioso.
- È un numero intero privo di quadrati.
- È parte delle terne pitagoriche (665, 1596, 1729), (672, 1729, 1855), (1729, 1140, 2071), (1729, 2028, 2665), (1729, 3960, 4321), (1729, 5928, 6175), (1729, 8760, 8929), (1729, 11172, 11305), (1729, 16380, 16471), (1729, 30480, 30529), (1729, 78660, 78679), (1729, 114972, 114985), (1729, 213528, 213535), (1729, 1494720, 1494721).

## Altri ambiti
- 1729 Beryl è un asteroide della fascia principale del sistema solare.
- 1729 è anche il numero "preferito" del noto matematico e divulgatore scientifico italiano Piergiorgio Odifreddi[3].